# Dmitrij Szarafutdinow

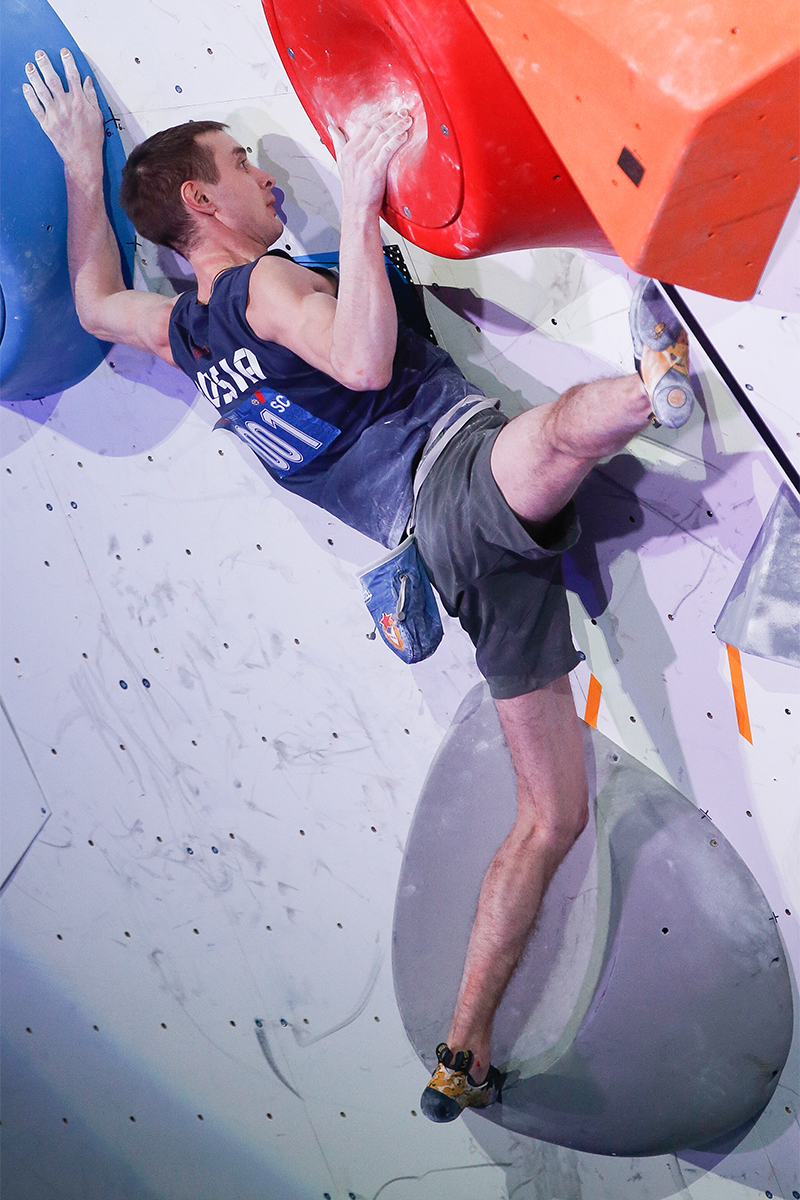
Soczi 2017. Dmitrij Szarafutdinow na ścianie wspinaczkowej w boulderingu.

Dmitrij Rafailewicz Szarafutdinow (ros. Дмитрий Рафаилевич Шарафутдинов; ur. 16 września 1986 w Korkinie) – rosyjski wspinacz sportowy. Specjalizował się w boulderingu, prowadzeniu oraz we wspinaczce klasycznej. Trzykrotny mistrz świata we wspinaczce sportowej w konkurencji boulderingu w latach; 2007, 2011 oraz w 2012.

## Kariera sportowa
W zawodach wspinaczkowych, które odbyły się w hiszpańskim Avilés w 2007 wywalczył złoty medal mistrzostw świata. W mistrzostwach świata 2009 nie wziął udziału. Na kolejnych mistrzostwach bronił złotego medalu skutecznie; w 2011 w Arco, a także w 2012 w Paryżu. 
Wielokrotny uczestnik, medalista prestiżowych zawodów Rock Master we włoskim Arco gdzie w boulderingu zdobył złoty medal w roku 2012 oraz srebrny w 2013.
Uczestnik zimowych igrzysk wojskowych w 2017 w Soczi, startował w konkurencjach; boulderingu, prowadzenia oraz we wspinaczce klasycznej. 

## Osiągnięcia

### Mistrzostwa świata
| Konkurencje  | 2005 | 2007  | 2009 | 2011 | 2012 | 2014 | 2016  |
| Bouldering   | 7    | 1     | —    | 1    | 1    | 5    | 33-34 |
| Prowadzenie  | 30   | 47-48 | —    | —    | —    | —    | —     |
| Wsp. na czas | —    | 11    | —    | —    | —    | —    | —     |

### Mistrzostwa Europy
| Konkurencje  | 2004 | 2006 | 2007 | 2008  | 2010 | 2013 | 2015 | 2017  |
| Bouldering   | 8    | —    | 4    | 5     | 9    | 2    | 11   | 21-22 |
| Prowadzenie  | 54   | 3    | —    | 41-42 | —    | —    | —    | —     |
| Wsp. na czas | —    | 8    | —    | 13    | —    | —    | —    | —     |

### Zimowe igrzyska wojskowe
| Konkurencje    | 2017 |
| Bouldering     | 6    |
| Prowadzenie    | 7    |
| Wsp. klasyczna | 6    |

### Rock Master
| Konkurencje | 2010 | 2011   | 2012 | 2013 | 2014 |
| Bouldering  | 23   | MŚ (1) | 1    | 2    | 9    |